# Лес Пол
Ле́стер Ві́льям «Лес Пол» По́лфусс (англ. Lester William "Les Paul" Polfuss; 9 червня 1915 — 13 серпня 2009) — американський гітарист, новатор в області звукозапису і один із творців електрогітари.

## Біографія
1941 року Лес Пол винайшов електрогітару з цілісним корпусом. На честь музиканта було названо одну з найпопулярніших гітар — Gibson Les Paul; її прославили Піт Таунсенд із The Who, Джиммі Пейдж із Led Zeppelin та Ел Ді Меола. У звукозаписі Полсфусс одним із перших проводив експерименти в техніці багатократного накладення звуку.
В середині XX століття Лес Пол виступав дуетом зі своєю дружиною — співачкою Мері Форд (справжнє ім'я Айріс Саммерс). 11 їхніх спільних пісень займали перші місця в чартах; 36 записів ставали «золотими». 1964 року музиканти розлучились.
Лес Пол продовжував займатися музикою до самої смерті. Останні свої премії «Ґреммі» він отримав в 90 років; після того, як великому музикантові повідомили про присудження нагороди, його довелося терміново відправити до лікарні.
Помер 13 серпня 2009 року у шпиталі в Нью-Йорку. Йому було 94 роки. Причиною смерті музиканта стали ускладнення, що виникли внаслідок перенесеної пневмонії.

## Цікаві факти
9 червня 2012 року на аукціоні особистих речей та інструментів, приуроченому до 97-ліття від дня народження Леса Пола, було зібрано 5 мільйонів доларів. Рекорд за вартістю встановив інструмент «Fender Nocaster» 1951 року випуску, придбаний за 216 тисяч, ще одну гітару — рідкісний прототип «Gibson Les Paul» — купили за 188 000 доларів.

## Дискографія

### Найпопулярніші синґли
| Рік  | Синґл                                                 | Позиції в чартах | Позиції в чартах | Позиції в чартах | Позиції в чартах |
| Рік  | Синґл                                                 | США              | США R&B          | Кантрі           | Брит.            |
| ---- | ----------------------------------------------------- | ---------------- | ---------------- | ---------------- | ---------------- |
| 1945 | «It's Been a Long Long Time»(із Бінґом Кросбі)        | 1                |                  |                  |                  |
| 1946 | «Rumors Are Flying»(із Andrews Sisters)               | 4                |                  |                  |                  |
| 1948 | «Lover»                                               | 21               |                  |                  |                  |
| 1948 | «Brazil»                                              | 22               |                  |                  |                  |
| 1948 | «What Is This Thing Called Love?»                     | 11               |                  |                  |                  |
| 1950 | «Nola»                                                | 9                |                  |                  |                  |
| 1950 | «Goofus»                                              | 21               |                  |                  |                  |
| 1950 | «Little Rock Getaway»                                 | 18               |                  |                  |                  |
| 1950 | «Tennessee Waltz»                                     | 6                |                  |                  |                  |
| 1951 | «Jazz Me Blues»                                       | 23               |                  |                  |                  |
| 1951 | «Mockin' Bird Hill»(золотий запис)                    | 2                |                  | 7                |                  |
| 1951 | «How High the Moon»(золотий запис)                    | 1                | 2                |                  |                  |
| 1951 | «Josephine»                                           | 12               |                  |                  |                  |
| 1951 | «I Wish I Had Never Seen Sunshine»                    | 18               |                  |                  |                  |
| 1951 | «The World Is Waiting For the Sunrise»(золотий запис) | 2                |                  |                  |                  |
| 1951 | «Whispering»                                          | 7                |                  |                  |                  |
| 1951 | «Just One More Chance»                                | 5                |                  |                  |                  |
| 1951 | «Jingle Bells»                                        | 10               |                  |                  |                  |
| 1952 | «Tiger Rag»                                           | 2                |                  |                  |                  |
| 1952 | «I'm Confessin'»                                      | 13               |                  |                  |                  |
| 1952 | «Carioca»                                             | 14               |                  |                  |                  |
| 1952 | «In the Good Old Summertime»                          | 15               |                  |                  |                  |
| 1952 | «Smoke Rings»                                         | 14               |                  |                  |                  |
| 1952 | «Meet Mr. Callahan»                                   | 5                |                  |                  |                  |
| 1952 | «Take Me In Your Arms and Hold Me»                    | 15               |                  |                  |                  |
| 1952 | «Lady of Spain»                                       | 8                |                  |                  |                  |
| 1952 | «My Baby's Comin' Home»                               | 7                |                  |                  |                  |
| 1953 | «Bye Bye Blues»                                       | 5                |                  |                  |                  |
| 1953 | «I'm Sittin' On Top of the World»                     | 10               |                  |                  |                  |
| 1953 | «Sleep»                                               | 21               |                  |                  |                  |
| 1953 | «Vaya Con Dios»(золотий запис)                        | 1                |                  |                  | 7                |
| 1953 | «Johnny»                                              | 15               |                  |                  |                  |
| 1953 | «The Kangaroo»                                        | 25               |                  |                  |                  |
| 1953 | «Don'cha Hear Them Bells»                             | 13               |                  |                  |                  |
| 1954 | «I Really Don't Want To Know»                         | 11               |                  |                  |                  |
| 1954 | «I'm a Fool To Care»                                  | 6                |                  |                  |                  |
| 1954 | «Wither Thou Goest»                                   | 10               |                  |                  |                  |
| 1954 | «Mandolino»                                           | 19               |                  |                  |                  |
| 1955 | «Hummingbird»                                         | 7                |                  |                  |                  |
| 1955 | «Amukiriki»                                           | 38               |                  |                  |                  |
| 1955 | «Magic Melody»                                        | 96               |                  |                  |                  |
| 1956 | «Texas Lady»                                          | 91               |                  |                  |                  |
| 1956 | «Moritat»                                             | 49               |                  |                  |                  |
| 1956 | «Nuevo Laredo»                                        | 91               |                  |                  |                  |
| 1957 | «Cinco Robles»                                        | 35               |                  |                  |                  |
| 1958 | «Put a Ring On My Finger»                             | 32               |                  |                  |                  |
| 1961 | «Jura»                                                | 37               |                  |                  |                  |
| 1961 | «It's Been a Long Long Time»                          | 105              |                  |                  |                  |

### Альбоми
| - Feedback (1944) — компіляція - Les Paul Trio (1946) — компіляція - Hawaiian Paradise (1949) - The New Sound (1950) - Les Paul's New Sound, Volume 2 (1951) - Bye Bye Blues! (1952) - Gallopin' Guitars (1952) — компіляція - The Hit Makers! (1953) - Les and Mary (1955) - Time to Dream (1957) - Lover's Luau (1959) - The Hits of Les and Mary (1960) — компіляція - Bouquet of Roses (1962) - Warm and Wonderful (1962) - Swingin' South (1963) - Fabulous Les Paul and Mary Ford (1965) - Les Paul Now! (1968) - Guitar Tapestry - Lover - The Guitar Artistry of Les Paul (1971) - The World is Still Waiting for the Sunrise (1974) — компіляція | - The Best of Les Paul with Mary Ford (1974) — компіляція - Chester and Lester (1976) — із Четом Аткінсом - Guitar Monsters (1977) — із Четом Аткінсом - Les Paul and Mary Ford (1978) — компіляція - Multi Trackin' (1979) - All-Time Greatest Hits (1983) — компіляція - The Very Best of Les Paul with Mary Ford' - Famille Nombreuse (1992) — компіляція - The World Is Waiting (1992) — компіляція - The Best of the Capitol Masters: Selections From «The Legend and the Legacy» Box Set (1992) — компіляція - All-Time Greatest Hits (1992) — компіляція - Their All-Time Greatest Hits (1995) — компіляція - Les Paul: The Legend and the Legacy (1996; 4-CD із підсумками його співпраці із Capitol Records) - 16 Most Requested Songs (1996) — компіляція - The Complete Decca Trios—Plus (1936—1947) (1997) — компіляція - California Melodies (2003) - Les Paul — The Legendary Fred Waring Broadcasts (2004) - Les Paul & Friends: American Made World Played (2005) - Les Paul And Friends: A Tribute To A Legend (2008) |